# 港区立高松中学校
港区立高松中学校（みなとくりつたかまつちゅうがっこう）は、東京都港区高輪一丁目にある公立中学校。

## 概要
高松宮邸敷地の一部に建てられたことが校名の由来であり、校旗も高松宮宣仁親王によりデザインされたものである。1993年（平成5年）より新校舎を用いている。学校選択制前から白金小、高輪台小からの通学者のほか、越境通学者も多い。
なお、高崎市、高松市、静岡市、岡山市、鹿嶋市、かほく市にも同名校が存在している。

## 沿革
- 1949年（昭和24年）
  - 4月1日 - 学制改革に伴い港区立白金小学校を仮校舎とし開校。
  - 5月30日 - 現校地、現校舎に移転。
- 1961年（昭和36年）3月4日 - 鉄筋コンクリート造の校舎竣工。
- 1974年（昭和49年）2月22日 - 港区研究協力校。
- 1976年（昭和51年）10月7日 - 鉄筋コンクリート造の増築校舎竣工。
- 1978年（昭和53年）11月14日 - NHK学校放送研究委属校研究発表。
- 1992年（平成4年）3月16日 - 新校舎竣工。
- 1999年（平成11年）2月23日 - 東京都教育委員会人権尊重教育推進校研究発表。
- 2007年（平成19年）4月1日 - 港区教育委員会研究奨励校指定。
- 2008年（平成20年）4月1日 - 港区教育委員会研究奨励校指定。

※ 出典。

## 教育方針
教育目標
個を生かし、豊かな人間性と社会性をはぐくむ教育を推進する。
「深く考え 進んで学ぶ人」「思いやりのある 心豊かな人」「健康で たくましく生きる人」
生徒数と教員数
| 年度     | 生徒総数 | 1年生 | 2年生 | 3年生 | 教員数 | 職員数 |
| -------- | -------- | ----- | ----- | ----- | ------ | ------ |
| 平成23年 | 308人    | 100人 | 106人 | 102人 | 20人   | 7人    |
| 平成24年 | 307人    | 102人 | 100人 | 105人 | 20人   | 6人    |
| 平成25年 | 307人    | 100人 | 102人 | 105人 | 20人   | 5人    |
| 平成26年 | 305人    | 103人 | 100人 | 102人 | 20人   | 4人    |
| 平成27年 | 302人    | 94人  | 105人 | 103人 | 20人   | 4人    |
| 平成28年 | 299人    | 99人  | 93人  | 107人 | 20人   | 4人    |
| 平成29年 | 287人    | 83人  | 103人 | 101人 | 20人   | 4人    |
| 平成30年 | 295人    | 101人 | 87人  | 107人 | 19人   | 3人    |
| 令和元年 | 286人    | 99人  | 98人  | 89人  | 19人   | 3人    |
| 令和2年  | 300人    | 102人 | 99人  | 99人  | 19人   | 3人    |
| 令和3年  | 292人    | 87人  | 106人 | 99人  | 21人   | 3人    |

校歌
もともとの校歌に加え、同じ歌詞でメロディーが応援歌調の第二校歌があるが、使用されていない。
校地
学校の敷地面積は港区立の中学の中で一番広い。高松宮邸の敷地に建てられたことから、敷地内に豊かな森や丘がある、非常に恵まれた環境である。グラウンドはその多くが砂利で占められているが、一部には天然芝・人工芝も貼られている。校地内には加藤清正が朝鮮から持ち帰った石塔、大石良雄以下17士の赤穂浪士が切腹した所、その血を洗ったとされる「血洗いの池」や、神崎則休以下9士が切腹したときの首洗いの井戸枠、天然記念物に指定された椎の木などの史跡があり、非常に由緒ある土地である。
校舎
現在の校舎は1993年に建てられたもので、ガラスを多用したモダンな造りが特徴。全教室に冷暖房が完備され、完全屋内の温水プールを完備・プールサイドに床暖房が設置されているなど普通の公立中学にはみられない設備を導入している。バリアフリー対策も行われており、エレベータが3台設置されているほか、スロープや段差を無くすためのマットも敷かれている。温水プールは学校の授業時間外のみ区民に開放されている。
制服
開校より男子は詰襟であったが1993年の新校舎落成を機にブレザータイプに一新され、上は紺色ブレザー・下はグレーのズボンを着用する。女子も男子と同じデザインのブレザーを着用する。下は緑チェックのスカートで、夏と冬で色合いが大きく異なる。
進路
本校は生活指導・進路指導に非常に熱心であり、全体的な生徒の質も他の公立中学校に比べて高い。そのためか私立高校を志望する生徒が半分近くおり、毎年上位・難関校へ多くの生徒を輩出している。近年、都立高校では近隣の三田・小山台・広尾等への進学が多い。私立高校では早慶附属や近隣の明治学院・東海大高輪台等への進学が見られる。

## 学校行事
修学旅行
毎年3年生を対象に5月頃に行われる。行先としては京都と奈良を巡ることが多いが、広島にも行った例がある。
運動会
夏に校内のグラウンドにて行われる。中で最も盛り上がるのが応援合戦で、掛け声や振付は3年生の応援団が行う。
30人以上がバトンをつなぐ学年全員リレー・学級での上位4名が出場する学級対抗リレー・学級での上位1名が出場する高松リレーなどのリレーがある。

## 通学区域
住所別通学区域
| 高輪一丁目 | 高輪二丁目 - 四丁目 | 白金二丁目 | 白金台一丁目 -三丁目 | 白金台四丁目     | 白金台五丁目 |
| ---------- | ------------------- | ---------- | -------------------- | ---------------- | ------------ |
| 6 - 27番   | 全域                | 6番、7番   | 全域                 | 1 - 5番 7 - 19番 | 13 - 25番    |

## 交通
鉄道
- 東京メトロ南北線、都営三田線 - 白金高輪駅より徒歩1分。

## 関係者
出身者
- 古井由吉 - 1953年卒、小説家、ドイツ文学者
- 銅谷志朗 - 1960年卒、アナウンサー
- 関根勤 - 1969年卒、お笑いタレント
- 奈美ゆりか - 1975年卒、宝塚歌劇団男役タカラジェンヌ
- 有賀さつき - 1981年卒、アナウンサー